# Disques Barclay
Disques Barclay is een Frans platenlabel dat tegenwoordig een slapend merk is van de Universal Music Group.
Het platenlabel werd in 1954 opgericht door Eddie Barclay en zijn echtgenote Nicole. Zij hadden al eerder labels geëxploiteerd, zoals Blue Star Record en Productions Phonographiques Françaises (PPF). PPF ging langzaam over in Barclay, genoemd naar nachtclub Barclay’s in Parijs. Barclay, dat gevestigd is in Parijs, had voornamelijk Franse artiesten in de stal, maar ook een aantal Vlaamse. In 1978 verkocht Eddy Barclay een deel van Barclay aan PolyGram en werd uiteindelijk onderdeel van de Universal Music Group.
Behalve dat Barclay eigen repertoire uitbracht, verzorgde het af en toe ook de distributie van internationale artiesten in Frankrijk. Zo zijn singles van New Order en Björk door Barclay verspreid. De basis bleef echter Frankrijk en België, met artiesten als Paulina Rubio, Dalida, Daniel Balavoine, Charles Aznavour, Bernard Lavilliers, Mireille Mathieu, Esther Galil, Nicoletta, Pierpoljak, Samantha, Tiken Jah Fakoly, Les Chaussettes Noires, Eddy Mitchell, Vince Taylor, Hugues Aufray, Henri Salvador, Jacques Brel, Danielle Licari, Nicole Rieu, Eva, Noir Désir, Michel Delpech, Jean Ferrat, Daniel Guichard, Léo Ferré, Serge Sala, Patrick Juvet, Vanessa Paradis, Dionysos, Mika, Sofie Kremen, Gérard Blanchard en Fela Kuti.